# Teorema di Schwarz
In analisi matematica, il teorema di Schwarz è un importante teorema che afferma che (sotto opportune ipotesi) l'ordine con il quale vengono eseguite le derivate parziali in una derivata mista di una funzione a variabili reali è ininfluente.

## Il teorema in due variabili
Sia {\displaystyle f\colon \Omega \subseteq \mathbb {R} ^{2}\to \mathbb {R} } una funzione in due variabili, definita su un aperto {\displaystyle \Omega } del piano {\displaystyle \mathbb {R} ^{2}}. Se {\displaystyle f} ammette derivate seconde miste continue, ad esempio se {\displaystyle f\in C^{2}(\Omega )}, allora queste coincidono in ogni punto {\displaystyle p}, ovvero:
{\displaystyle {\frac {\partial ^{2}f}{\partial x\partial y}}\equiv {\frac {\partial ^{2}f}{\partial y\partial x}}}
In altre parole, invertendo l'ordine di derivazione di una doppia derivazione parziale mista, il risultato non cambia.
Come conseguenza, se una funzione {\displaystyle f\colon \mathbb {R} ^{n}\to \mathbb {R} } ha derivate seconde miste continue, la sua matrice hessiana è simmetrica.

## Dimostrazione
Sia {\displaystyle p=(x_{0},y_{0})\in \Omega }. Si scelgono due reali {\displaystyle \varepsilon }, {\displaystyle \delta >0\,} tali che {\displaystyle (x_{0}-\varepsilon ,x_{0}+\varepsilon )\times (y_{0}-\delta ,y_{0}+\delta )\subset \Omega }. Ciò è possibile, poiché {\displaystyle \Omega } è un aperto di {\displaystyle \mathbb {R} ^{2}}.
Si definiscono due funzioni {\displaystyle F} e {\displaystyle G} come segue:
{\displaystyle F\colon (-\varepsilon ,\varepsilon )\subset \mathbb {R} \to \mathbb {R} }
{\displaystyle G\colon (-\delta ,\delta )\subset \mathbb {R} \to \mathbb {R} }
in modo che:
{\displaystyle F(t)=f(x_{0}+t,y_{0}+s)-f(x_{0}+t,y_{0})\qquad \forall s\in (-\delta ,\delta )}
{\displaystyle G(s)=f(x_{0}+t,y_{0}+s)-f(x_{0},y_{0}+s)\qquad \forall t\in (-\varepsilon ,\varepsilon )}
Si prova facilmente che, fissati {\displaystyle t} e {\displaystyle s} nei rispettivi intervalli:
{\displaystyle F(t)-F(0)=G(s)-G(0).}
Inoltre, applicando due volte il teorema di Lagrange:
{\displaystyle F(t)-F(0)=tF'(\xi _{1})=t\left[{\frac {\partial f}{\partial x}}(x_{0}+\xi _{1},y_{0}+s)-{\frac {\partial f}{\partial x}}(x_{0}+\xi _{1},y_{0})\right]=ts{\frac {{\partial }^{2}f}{\partial y\partial x}}(x_{0}+\xi _{1},y_{0}+\sigma _{1})}
e analogamente:
{\displaystyle G(s)-G(0)=st{\frac {{\partial }^{2}f}{\partial x\partial y}}(x_{0}+\xi _{2},y_{0}+\sigma _{2}),}
con {\displaystyle \xi _{i}\in (0,t)} e {\displaystyle \sigma _{i}\in (0,s)}, dove per comodità di scrittura si sono assunti {\displaystyle t,s>0\,}.
Facendo tendere {\displaystyle t} e {\displaystyle s} a {\displaystyle 0} (e quindi anche {\displaystyle \xi _{i}} e {\displaystyle \sigma _{i}}), siccome le derivate seconde miste sono continue, si ha {\displaystyle {\frac {\partial ^{2}f}{\partial y\partial x}}(x_{0},y_{0})={\frac {\partial ^{2}f}{\partial x\partial y}}(x_{0},y_{0})}, cioè la tesi.

## Esempio
Sia:
{\displaystyle f(x,y)=x^{2}y^{2}+y^{3}x}
Entrambe le derivate parziali prime sono continue. Risulta rispettivamente :
{\displaystyle f_{x}=2xy^{2}+y^{3}}
{\displaystyle f_{y}=2yx^{2}+3xy^{2}}
queste due funzioni sono ulteriormente derivabili e le derivate miste sono:
{\displaystyle f_{xy}=4xy+3y^{2}}
{\displaystyle f_{yx}=4xy+3y^{2}}
Quindi {\displaystyle f_{xy}=f_{yx}}.

## Esempio di funzione con derivate parziali miste diverse

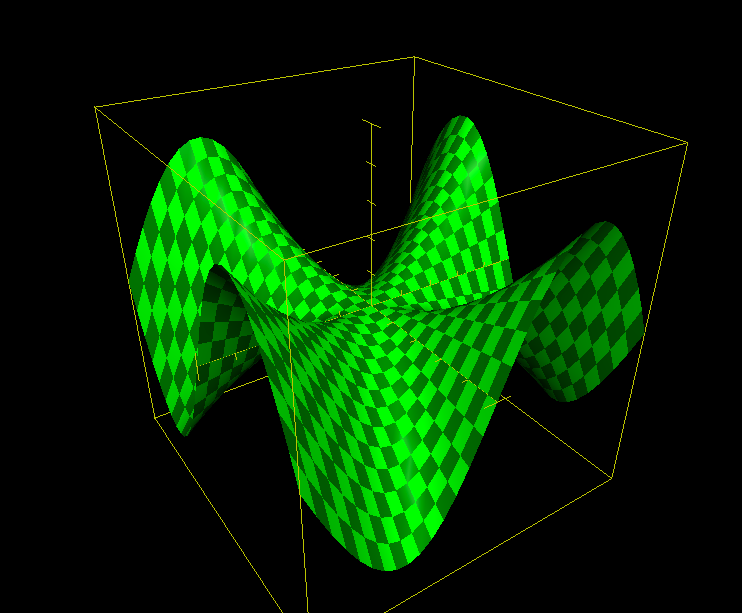
Il grafico della funzione f(x, y) di Peano qui accanto. Si può notare che è omogenea di grado 2, però girando attorno all'origine si sale e poi scende 4 volte, troppo per una forma quadratica in due variabili.

L'ipotesi di continuità delle derivate parziali seconde miste è sufficiente. Quindi per avere un esempio di funzione con derivate seconde parziali miste differenti, essa deve avere tali derivate non continue come nel seguente esempio (dovuto a Peano). Data la funzione continua:
{\displaystyle f(x,y)=\left\{{\begin{matrix}xy{\frac {x^{2}-y^{2}}{x^{2}+y^{2}}}&\forall (x,y)\in \mathbb {R} ^{2}\setminus \ (0,0)\\0&(x,y)=(0,0)\end{matrix}}\right.}
Si hanno derivate parziali prime continue:
{\displaystyle f_{x}(x,y)=\left\{{\begin{matrix}y{\frac {x^{2}-y^{2}}{x^{2}+y^{2}}}+xy{\frac {2x(x^{2}+y^{2})-2x(x^{2}-y^{2})}{(x^{2}+y^{2})^{2}}}&\forall (x,y)\in \mathbb {R} ^{2}\setminus \ (0,0)\\0&(x,y)=(0,0)\end{matrix}}\right.}
{\displaystyle f_{y}(x,y)=\left\{{\begin{matrix}-x{\frac {y^{2}-x^{2}}{x^{2}+y^{2}}}-xy{\frac {2y(x^{2}+y^{2})-2y(y^{2}-x^{2})}{(x^{2}+y^{2})^{2}}}&\forall (x,y)\in \mathbb {R} ^{2}\setminus \ (0,0)\\0&(x,y)=(0,0)\end{matrix}}\right.}
Ma le derivate seconde miste non sono continue e sono diverse, infatti:
{\displaystyle f_{xy}(0,0)=\lim _{k\to 0}{\frac {f_{x}(0,k)-f_{x}(0,0)}{k}}=-1}
{\displaystyle f_{yx}(0,0)=\lim _{h\to 0}{\frac {f_{y}(h,0)-f_{y}(0,0)}{h}}=+1}
Dunque {\displaystyle f_{yx}\neq \ f_{xy}}.